# Hannoversches Strassenbahn-Museum

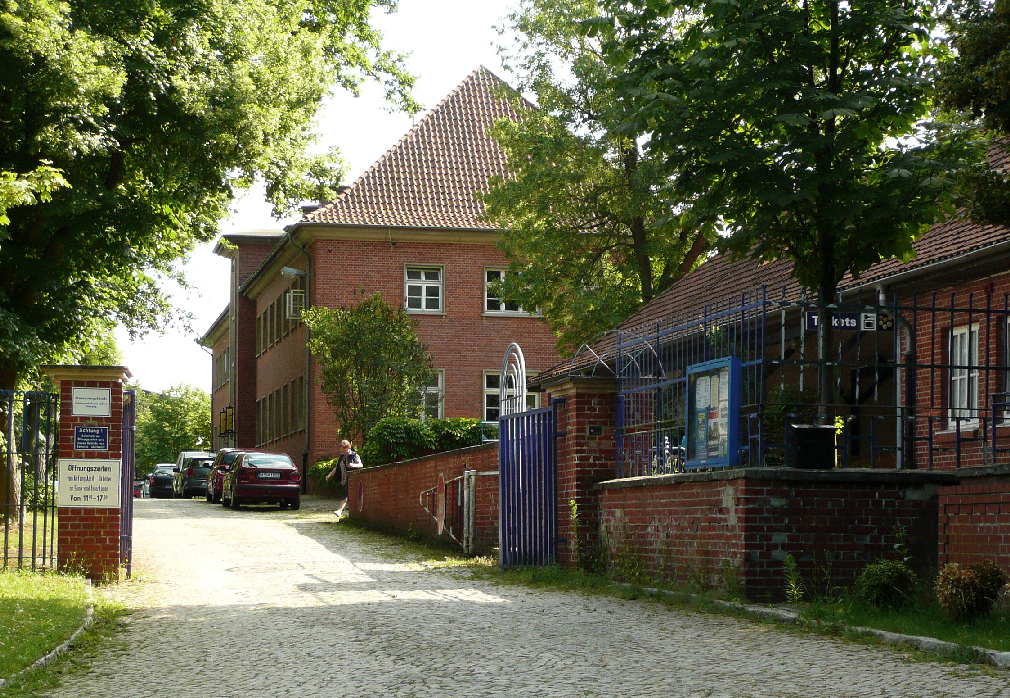
Museets entré

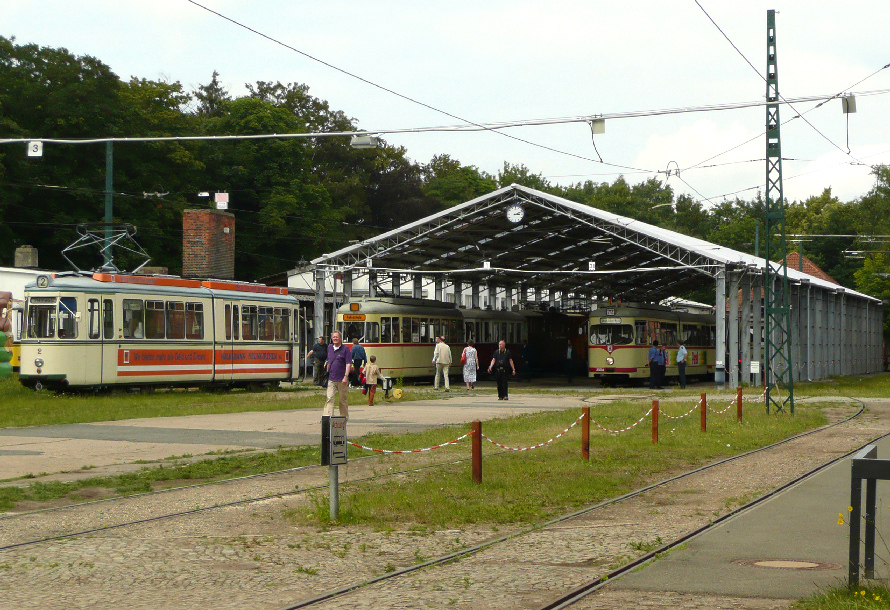
Museiområdet med en carporthall

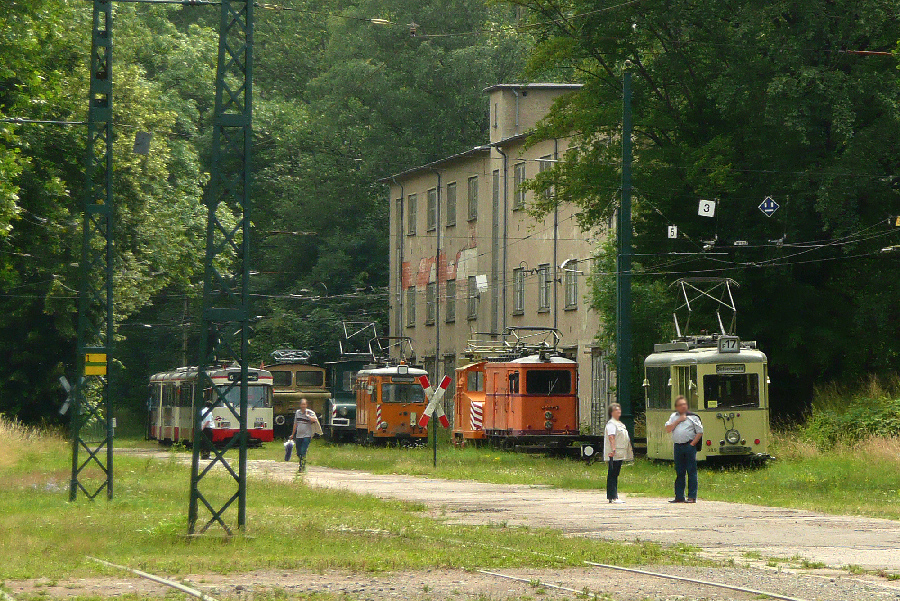
Spårområdet

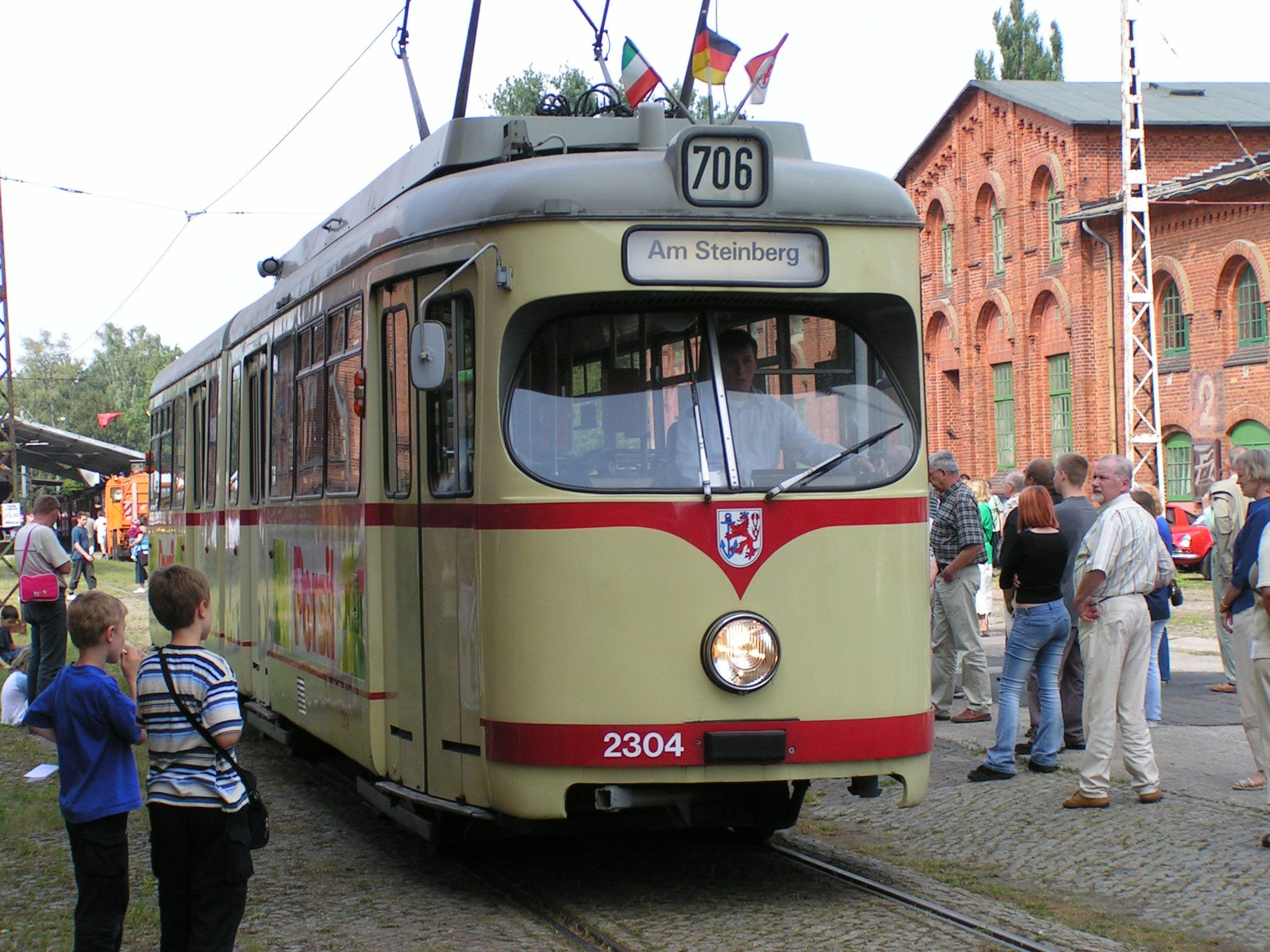
Düwag-spårvagn från 1957 från Düsseldorfer Rheinbahn

Hannoversches Strassenbahn-Museum är ett privat spårvägsmuseum i Sehnde i Hannover i Tyskland. Museet drivs av föreningen Hannoversches Straßenbahn-Museum e. V. och öppnade 2004.

## Historik
Kalibergwerk Hohenfels, en gruva för att utvinna pottaska, bedrevs från 1901 till dess gruvan lades ned 1928, även om gruvschaktet hölls i skick till 1983. Området användes från 1937 som "Munitionsanstalt Sehnde", i vilken tvångsarbetare sattes in från ett angränsande arbetsläger. Efter andra världskriget utnyttjades området först av den brittiska armén och senare av Bundeswehr till 1973.
En 1987 grundad stödförening började bygga upp ett museum på 1970-talet genom att anskaffa fordon från den tidigare föreningen Deutsches Straßenbahn-Museum Hannover e. V., som gått i konkurs. Från början fanns fler än 350 spårvagnar, bussar, trådbussar och arbetsfordon, men samlingarna bantades ned till omkring 140 rälsfordon till 2016. Många avyttrades till andra museer, företag och privata samlingar, men många skrotades också, eftersom de stått ofta mer än 30 år uppställda i det fria. Det ingick också många dubbletter i den ursprungliga samlingen. Museet har i körbart skick 17 motorvagnar och nio släpvagnar för persontrafik.
Museet har till del kunnat utnyttja den tidigare gruvans normalspår. Ett stort problem för museet har varit bristen på skyddade uppställningsplatser. Idag står dock närmare ett hundratal fordon under tak.

## Fordonssamling
Fordonssamlingen består mest av tyska spårvagnar, från alla epoker. Förutom dessa spårvagnar från Tyskland finns spårvagnar från bland andra Österrike, Schweiz, Ungern och Nederländerna. Från Sverige finns en Düwag M97-spårvagn från Norrköpings spårväg, som byggdes 1948 och förvärvades av museet 2005.
Det finns också en vagn från Wuppertals hängbana och ett restaurerat exemplar av den första serien tunnelbanevagnar från sekelskiftet 1800/1900 från Budapests tunnelbana, världens näst äldsta tunnelbana.

## Bildgalleri

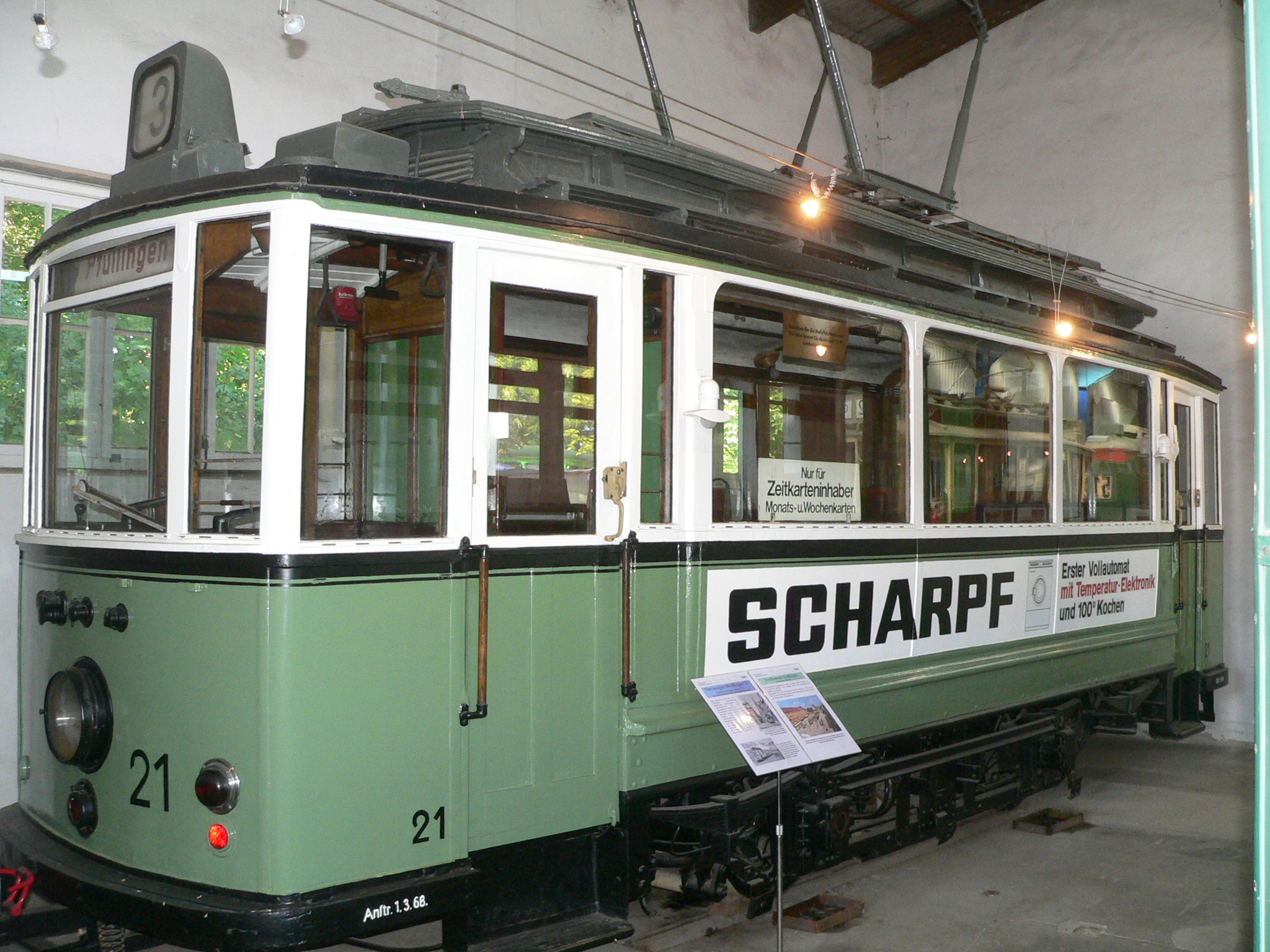
Spårvagn från Reutlingen,byggd 1912 av Herbrand
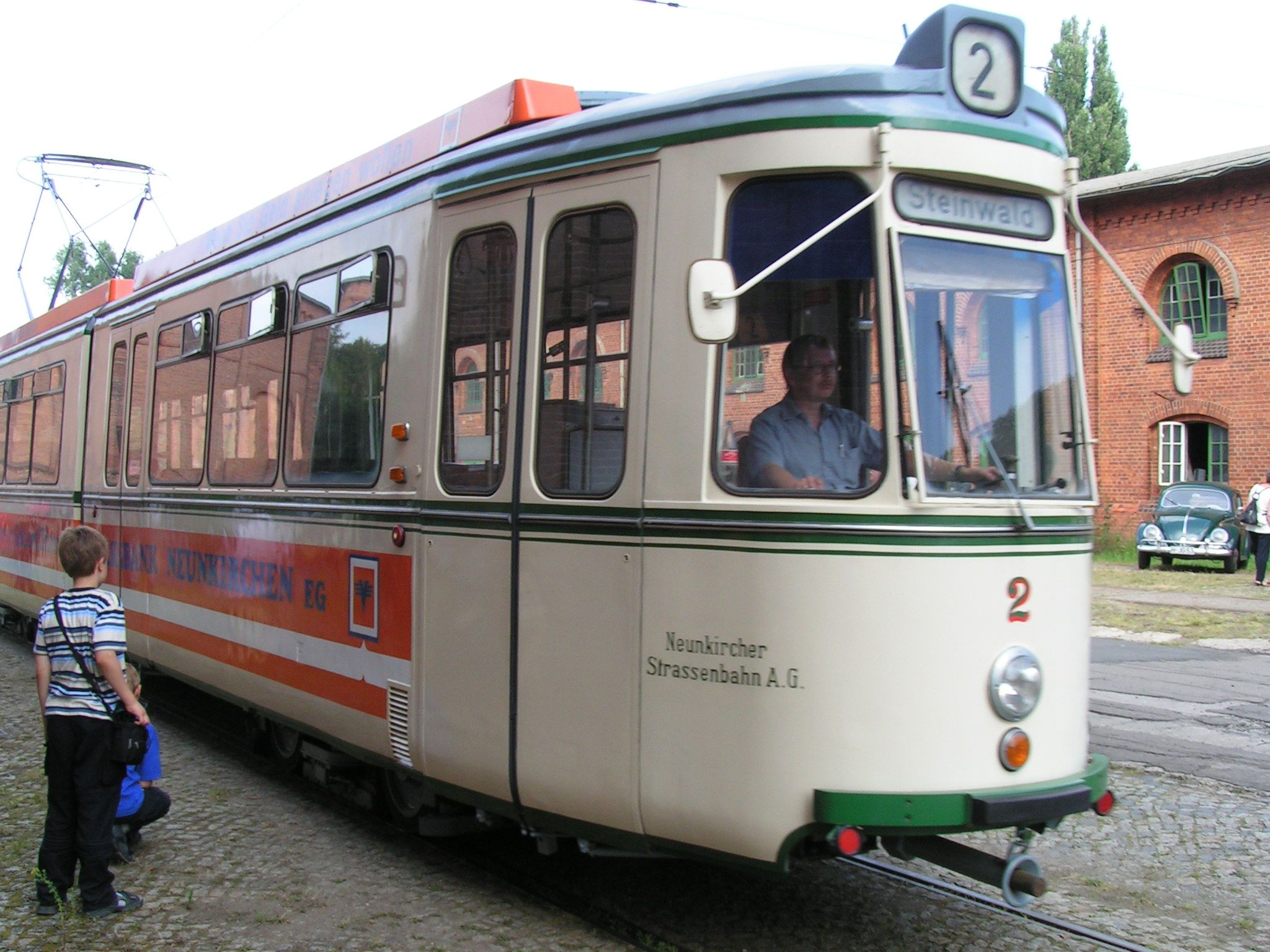
Spårvagn från Neunkirchen, byggd 1961 av Maschinenfabrik Esslingen
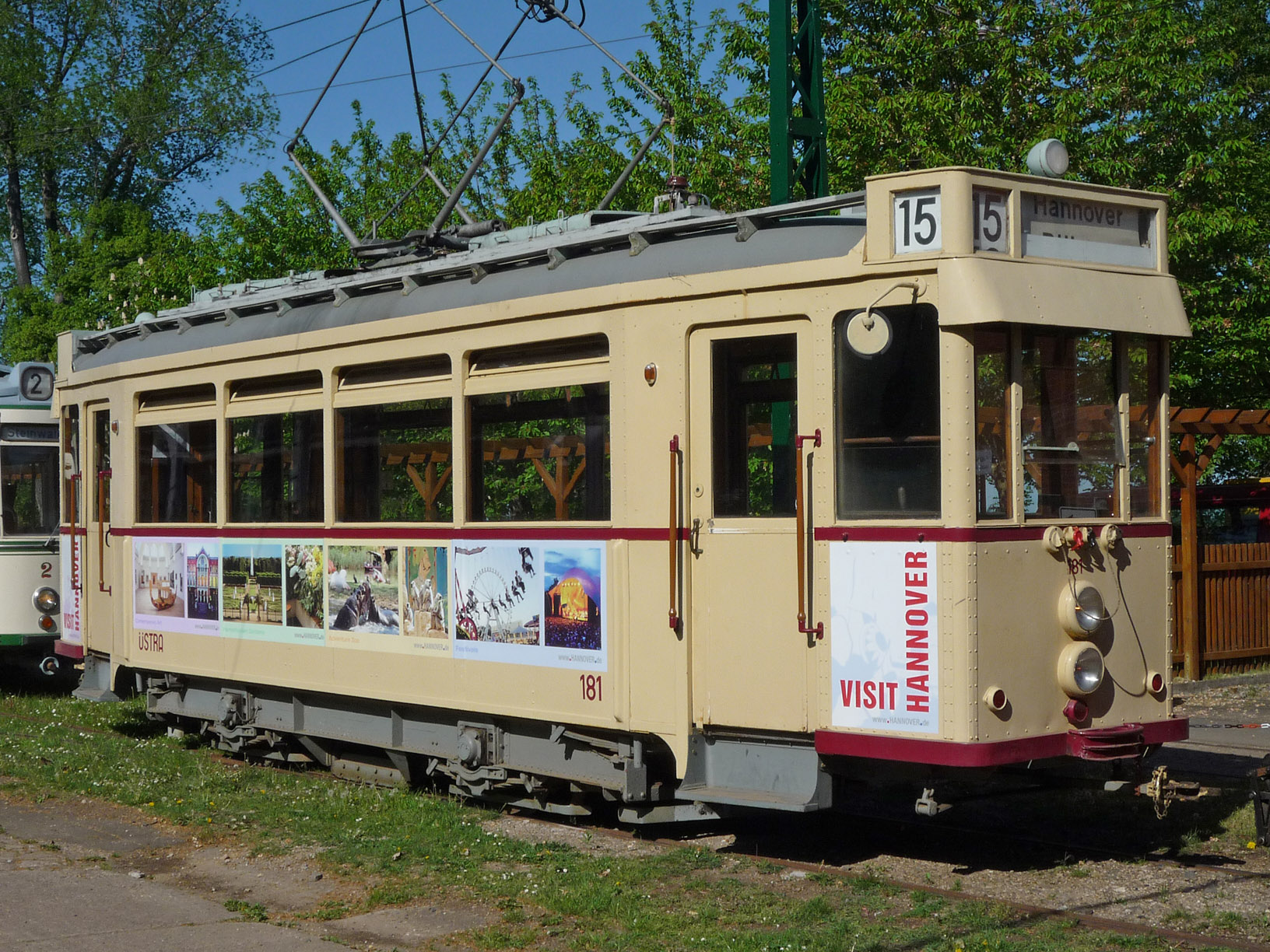
Spårvagn från Hannover, byggd 1929 av Hannoversche Waggonfabrik
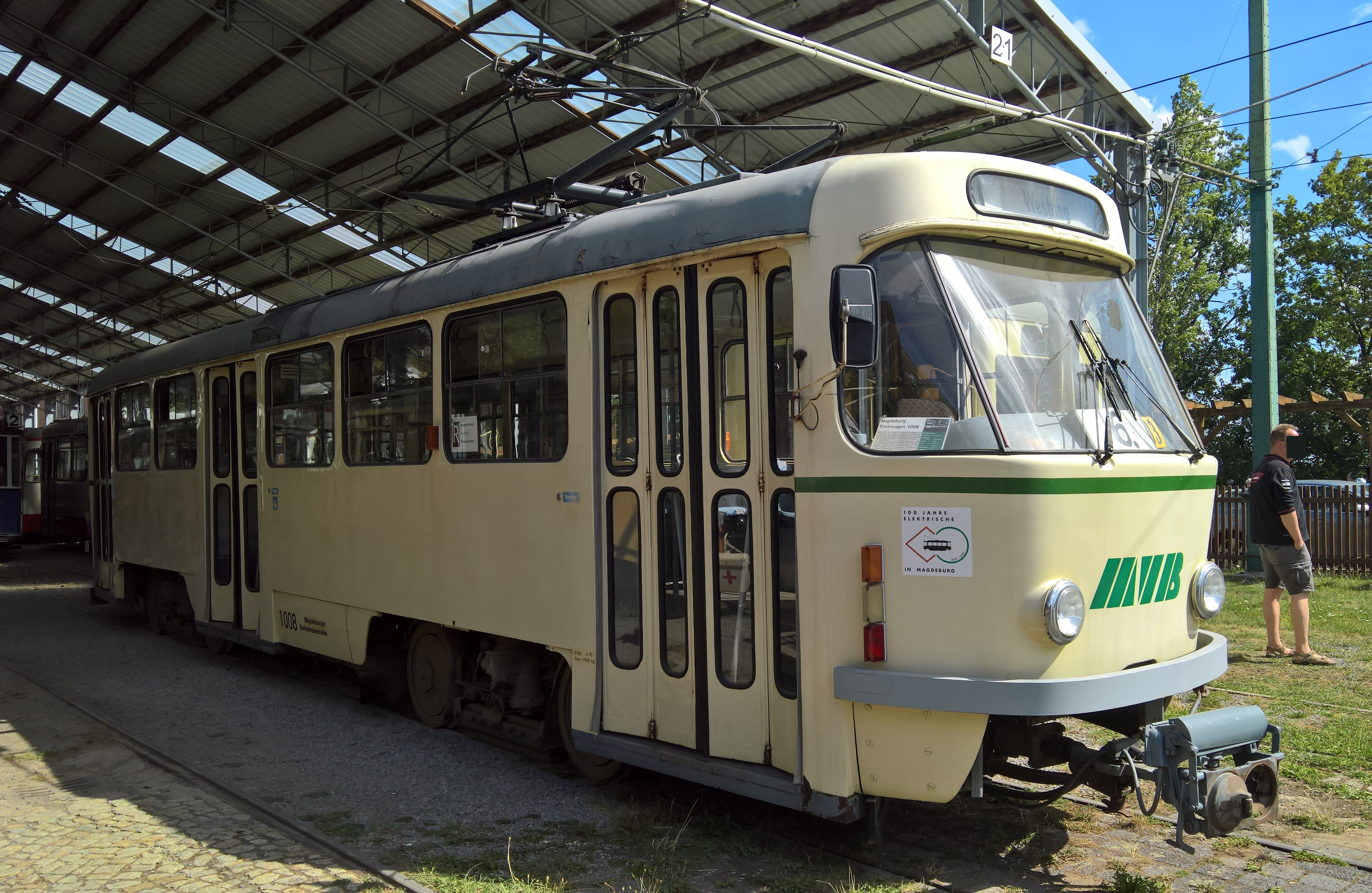
Tatra T4-spårvagn från Magdeburg, byggd 1968 av ČKD